# Xã Iowa, Quận Benton, Iowa
Xã Iowa (tiếng Anh: Iowa Township) là một xã thuộc quận Benton, tiểu bang Iowa, Hoa Kỳ. Năm 2010, dân số của xã này là 432 người.